# Спалювання відходів гравітаційного збагачення вугілля
Спалювання відходів гравітаційного збагачення вугілля.
Максимальна ефективність теплоємності відходів вуглезбагачення (2,4-3,1 кДж/(кг•оС)) досягається при температурі 600оС. При цьому витрати тепла залежно від якості відходів складають 200-210 кДж/кг.
Головним фактором, що впливає на теплоту згоряння відходів, є вміст в них мінеральної частини, яка визначається зольністю. 
Досвід спалювання відходів вуглезбагачення у вигляді пилоподібного палива є на деяких зарубіжних електростанціях (Чехія, Болгарія, Німеччина, Китай та ін.), а також в Україні (Дніпродзержинська ГРЕС). Для підтримки стабільності процесу горіння у топку додатково подається заданий об’єм рідкого або газоподібного палива (так званий факел підсвічування). Широке використання цього методу спалювання відходів вуглезбагачення стримується складністю підтримки стабільного режиму горіння й отримання електроенергії через мінливість якості відходів вуглезбагачення і великі витрати рідкого або газоподібного палива на «підсвічування». 
Іншим напрямком використання відходів вуглезбагачення як низькосортного палива є їхнє спалювання у топках з киплячим шаром. Перевагою цього напрямку спалювання відходів є можливість отримання тепла при більш низьких температурах, ніж у пиловугільних топках. Це означає, що зменшується обсяг викидів в атмосферу оксидів азоту й сірки. Ще однією перевагою топок з киплячим шаром є їхня інерційність завдяки постійній наявності нагрітого шару із згорілого матеріалу. Кількість тепла у нагрітому шарі більша, ніж утворюється за одиницю часу в результаті горіння палива. Тому його температура несуттєво змінюється при коливаннях якісних характеристик або кількості подаваного низькосортного палива.
Найбільше розповсюдження спалювання відходів вуглезбагачення одержало у Китаї. При цьому застосовуються головним чином низькотемпературні топки з киплячим шаром, у який занурюються теплообмінні елементи. Характеристики спалюваного вуглевмісного матеріалу:  зольність 60-69 %; вологість = 6-8 %; вміст летких речовин = 44-54 %; теплота згоряння = 5,8-8,4 МДж/кг. Недопал у шлаки складає лише 1 %, а ККД котла – 70 %.